# Christophe Willem

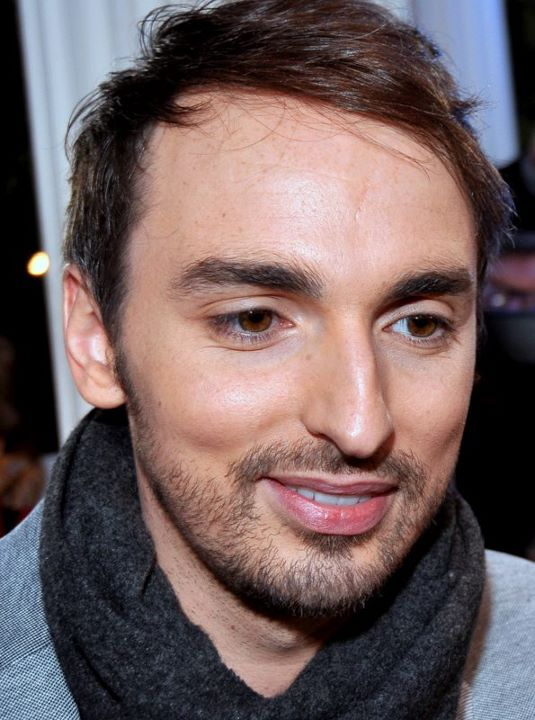
Christophe Willem (2012)

Christophe Willem (* 3. August 1983 in Enghien-les-Bains, Frankreich; eigentlich Christophe Durier) ist ein französischer Sänger und Gewinner der französischen Sendung Nouvelle Star im Jahr 2006.

## Biographie
Die meiste Zeit seiner Kindheit und Jugend verbrachte Christophe Durier in Deuil-la-Barre, Département Val-d’Oise, wo seine Eltern eine Fahrschule besitzen. Im Alter von sieben Jahren fing er an Klavier zu lernen, sieben Jahre später widmete er sich dem Jazz- und Gospelgesang.
Im November 2005 besuchte er das Casting von Nouvelle Star, der französischen Ausgabe von Deutschland sucht den Superstar, nachdem seine Schwester ihn dort angemeldet hat. Er überzeugte die Jury mit einer improvisierten Choreographie des Liedes Strong Enough von Des’ree.
Nach neun Wochen gewann er gegen die Finalistin Miss Dominique (bürgerlich: Dominique Michalon) und wurde zum Nouvelle Star 2006 erkoren.
Am 16. April 2007 brachte er unter dem Namen Christophe Willem sein Debütalbum Inventaire heraus, auf dem er unter anderem mit Philippe Katerine, Zazie, Bertrand Burgalat und Valérie Lemercier zusammengearbeitet hat. Seine erste Tournee war sofort komplett ausverkauft.
Der erste Albumauszug Élu produit de l'année wurde nicht oft von Radiosendern gespielt, und so entschloss sich seine Plattenfirma, diesen nicht als Single zu veröffentlichen. Man brachte deshalb am 25. Mai 2007 einen Remix von Double je als Single-CD heraus. Double je war zuvor das am meisten heruntergeladene Lied in der Woche vom 15. bis zum 21. April.
Christophe Willems Album Inventaire wurde mit Doppelplatin ausgezeichnet und Double je verkaufte sich in den ersten drei Wochen fast 100.000 Mal.

## Diskografie

### Alben
| Jahr | Titel                                                          | Höchstplatzierung, Gesamtwochen, AuszeichnungChartplatzierungen (Jahr, Titel, Platzierungen, Wochen, Auszeichnungen, Anmerkungen) | Höchstplatzierung, Gesamtwochen, AuszeichnungChartplatzierungen (Jahr, Titel, Platzierungen, Wochen, Auszeichnungen, Anmerkungen) | Höchstplatzierung, Gesamtwochen, AuszeichnungChartplatzierungen (Jahr, Titel, Platzierungen, Wochen, Auszeichnungen, Anmerkungen) | Anmerkungen                              |
| Jahr | Titel                                                          | FR | BEW | CH | Anmerkungen                              |
| ---- | -------------------------------------------------------------- | --- | --- | --- | ---------------------------------------- |
| 2007 | Inventaire                                                     | FR1 ×3Dreifachplatin · (96 Wo.)FR                                                                                                 | BEW1 Platin · (73 Wo.)BEW | CH7 Gold · (33 Wo.)CH | Erstveröffentlichung: 16. April 2007     |
| 2007 | Inventaire – Tout en acoustic                                  | FR22 (25 Wo.)FR | — | — | Erstveröffentlichung: 23. November 2007  |
| 2009 | Caféine                                                        | FR1 Platin · (76 Wo.)FR | BEW2 Gold · (67 Wo.)BEW | CH10 (9 Wo.)CH | Erstveröffentlichung: 25. Mai 2009       |
| 2010 | Heartbox                                                       | — | BEW42 (7 Wo.)BEW | — | Erstveröffentlichung: 9. April 2010      |
| 2011 | Prismophonic                                                   | FR3 Platin · (45 Wo.)FR | BEW5 Gold · (69 Wo.)BEW | CH47 (3 Wo.)CH | Erstveröffentlichung: 21. November 2011  |
| 2014 | Paraît-il                                                      | FR17 Gold · (44 Wo.)FR | BEW5 (65 Wo.)BEW | CH51 (5 Wo.)CH | Erstveröffentlichung: 1. Dezember 2014   |
| 2015 | Les nuits paraît-il – Le concert inédit d’une tournée insolite | FR25 (9 Wo.)FR | BEW6 (27 Wo.)BEW | — | Erstveröffentlichung: 28. August 2015    |
| 2017 | Rio                                                            | FR7 (22 Wo.)FR | BEW8 (34 Wo.)BEW | CH43 (1 Wo.)CH | Erstveröffentlichung: 29. September 2017 |
| 2022 | Panorama                                                       | FR6 Gold · (34 Wo.)FR | BEW2 (28 Wo.)BEW | CH28 (2 Wo.)CH | Erstveröffentlichung: 16. September 2022 |

### Singles
| Jahr | Titel Album                                              | Höchstplatzierung, Gesamtwochen, AuszeichnungChartplatzierungen (Jahr, Titel, Album, Platzierungen, Wochen, Auszeichnungen, Anmerkungen) | Höchstplatzierung, Gesamtwochen, AuszeichnungChartplatzierungen (Jahr, Titel, Album, Platzierungen, Wochen, Auszeichnungen, Anmerkungen) | Höchstplatzierung, Gesamtwochen, AuszeichnungChartplatzierungen (Jahr, Titel, Album, Platzierungen, Wochen, Auszeichnungen, Anmerkungen) | Anmerkungen                                               |
| Jahr | Titel Album                                              | FR | BEW | CH | Anmerkungen                                               |
| --- | -------------------------------------------------------- | --- | --- | --- | --------------------------------------------------------- |
| 2006 | Sunny –                                                  | FR3 Gold · (18 Wo.)FR | BEW9 (13 Wo.)BEW | CH17 (11 Wo.)CH | Erstveröffentlichung: 7. Juli 2006                        |
| 2007 | Élu produit de l’année Inventaire                        | — | BEW29 (7 Wo.)BEW | — |                                                           |
| 2007 | Double je Inventaire                                     | FR1 Platin · (35 Wo.)FR | BEW1 Gold · (38 Wo.)BEW | CH21 (25 Wo.)CH | Erstveröffentlichung: 25. Mai 2007                        |
| 2007 | Jacques a dit Inventaire                                 | FR4 (27 Wo.)FR | BEW1 (26 Wo.)BEW | CH35 (10 Wo.)CH | Erstveröffentlichung: 5. Oktober 2007                     |
| 2008 | Quelle chance / September Inventaire                     | FR9 (20 Wo.)FR | BEW24 (5 Wo.)BEW | — |                                                           |
| 2009 | Berlin Caféine                                           | — | BEW8 (12 Wo.)BEW | CH57 (5 Wo.)CH | Erstveröffentlichung: 6. April 2009                       |
| 2009 | Plus que tout Caféine                                    | — | BEW24 (8 Wo.)BEW | — | Erstveröffentlichung: 21. Juli 2009                       |
| 2011 | Cool Prismophonic                                        | FR29 (4 Wo.)FR | BEW29 (10 Wo.)BEW | — | Erstveröffentlichung: 19. September 2011                  |
| 2012 | Si mes larmes tombent Prismophonic                       | FR56 (23 Wo.)FR | BEW10 (16 Wo.)BEW | — | Erstveröffentlichung: 23. Januar 2012                     |
| 2012 | What Did I Do –                                          | FR110 (1 Wo.)FR | — | — | Erstveröffentlichung: 26. November 2012 mit Sophie Delila |
| 2014 | Le chagrin Paraît-il                                     | FR52 (2 Wo.)FR | BEW19 (1 Wo.)BEW | — | Erstveröffentlichung: 18. September 2014                  |
| 2014 | L’été en hiver Paraît-il                                 | FR137 (7 Wo.)FR | BEW49 (1 Wo.)BEW | — | Erstveröffentlichung: 24. November 2014                   |
| 2015 | Après toi Paraît-il                                      | FR93 (17 Wo.)FR | BEW27 (10 Wo.)BEW | — | Erstveröffentlichung: 20. April 2015                      |
| 2015 | Nous nus Paraît-il                                       | — | BEW46 (2 Wo.)BEW | — | Erstveröffentlichung: 5. Oktober 2015                     |
| 2017 | Marlon Brando Rio                                        | FR29 (5 Wo.)FR | BEW25 (14 Wo.)BEW | — | Erstveröffentlichung: 11. Juli 2017                       |
| 2017 | Madame Rio                                               | FR124 (1 Wo.)FR | — | — | Erstveröffentlichung: 29. September 2017                  |
| 2022 | PS: Je t’aime Panorama                                   | FR102 Platin · (21 Wo.)FR | BEW8 (19 Wo.)BEW | — | Erstveröffentlichung: 5. April 2022                       |
| 2023 | Je tourne en rond Panorama                               | — | BEW23 (18 Wo.)BEW | — | Erstveröffentlichung: 5. Mai 2023                         |
| Folgende Lieder erschienen nicht als Single, wurden aber durch das Album zum Download und Streaming bereitgestellt und konnten somit eine Platzierung erlangen: |                                                          | | | |                                                           |
| |                                                          | | | |                                                           |
| 2012 | Je marche seul Génération Goldman (Sampler)              | FR113 (1 Wo.)FR | — | — |                                                           |
| 2013 | Confidentiel Génération Goldman volume 2 (Sampler)       | FR151 (1 Wo.)FR | — | — |                                                           |
| 2013 | L’amour brille sous les étoiles We Love Disney (Sampler) | FR164 (1 Wo.)FR | — | — |                                                           |
| 2022 | J’tomberai pas Panorama                                  | — | BEW17 (18 Wo.)BEW | — |                                                           |

### Videoalben
- 2008: Fermeture Pour Renovation (FR: ×2Doppelplatin )

## Auszeichnungen
| Jahr | Auszeichnung           | Kategorie                               |
| ---- | ---------------------- | --------------------------------------- |
| 2008 | NRJ Music Awards       | „Entdeckung des Jahres“                 |
| 2008 | NRJ Music Awards       | für Inventaire                          |
| 2008 | Victoire de la Musique | Double je                               |
| 2010 | NRJ Music Awards       | „Bester männlicher Künstler des Jahres“ |
| 2010 | NRJ Music Awards       | für Caféine                             |